# Palikuća
Palikuća (cyr. Паликућа) – wieś w Serbii, w okręgu jablanickim, w mieście Leskovac. W 2011 roku liczyła 387 mieszkańców.